# Asura biagi
Asura biagi là một loài bướm đêm thuộc phân họ Arctiinae, họ Erebidae.